# Munții Transantarctici

Localizarea munţilor Transantarctici

Munții Transantarctici sunt un lanț muntos care se întinde, cu unele întreruperi, de la capul Adare și până la Țara lui Coats. Acest lanț muntos împarte continentul în Antarctida Răsăriteană și Antarctida Apuseană.
Lanțul munților Transantarctici se împarte în:

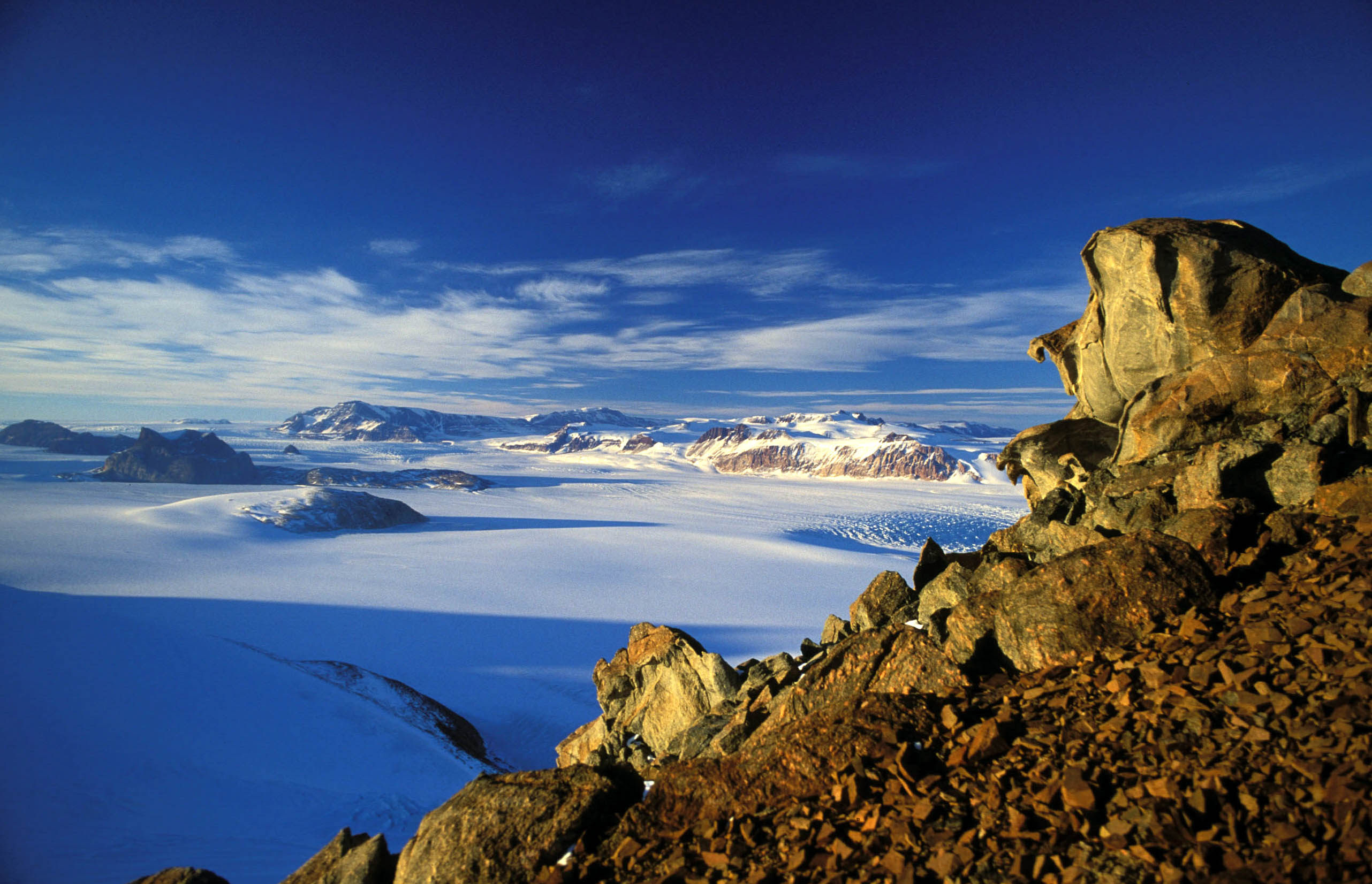
Munţii Transantarctici în apropierea capului Roberts

- munții Horlick
- munții Thiel
- munțiiPensacola
- munții Shackleton
- munții Theron.